# Piedregal
Piedregal ist ein kleiner Ort nahe der Grenze zu Guatemala im Westen des Orange Walk Districts von Belize.

## Geografie
Der Ort liegt westlich von Esperanza, fast direkt an der Grenze zu Guatemala im Dschungel.

## Klima
Nach dem Köppen-Geiger-System zeichnet sich Piedregal durch ein tropisches Klima mit der Kurzbezeichnung Am aus.